# Медаль «В память 1500-летия Киева»
Медаль «В память 1500-летия Киева» — государственная награда СССР, учреждённая указом Президиума Верховного Совета СССР от 10 мая 1982 года в ознаменование 1500-летия города Киева для награждения за трудовые и служебные отличия жителей Киева и пригорода, которые, как правило, прожили там не менее 10 лет, а также участников обороны Киева во время Великой Отечественной войны, вне зависимости от их проживания на момент представления и награждения.
Медаль являлась последней из трёх юбилейных медалей, учрежденных в память образования городов.

## История
Медаль «В память 1500-летия Киева» была учреждена указом Президиума Верховного Совета СССР от 10 мая 1982 года «Об учреждении медали "В память 1500-летия Киева"». Этим же указом были утверждены положение о медали и её описание. 
Первое награждение было произведено 26 мая 1982 года первым секретарём ЦК КП Украины Владимиром Щербицким, который вручил медаль генеральному секретарю ЦК КПСС, председателю Президиума Верховного Совета СССР Леониду Брежневу «за огромный вклад в социально-культурное и экономическое развитие столицы Украины города-героя Киева». По некоторым непроверенным данным, медаль была изготовлена из золота, а не из латуни.
Автор рисунка медали — Кудь Е.Г.
На момент 1 января 1995 года было награждено приблизительно 780 180 человек.

## Положение о медали
Медалью "В память 1500-летия Киева" награждаются:
- рабочие, специалисты народного хозяйства,  работники  науки  и культуры,  государственных  учреждений и общественных организаций, военнослужащие,  пенсионеры и другие лица,  внесшие  своим  трудом вклад  в  экономическое  и социально-культурное  развитие города, проживающие, как правило,  в Киеве или  его  пригородах  не  менее 10 лет;
- участники обороны Киева в период Великой Отечественной  войны, награжденные медалью "За оборону Киева",  партизаны и подпольщики, сражавшиеся с врагом в Киеве и его окрестностях, лица, принимавшие участие  в  освобождении  города в составе Вооруженных Сил СССР, независимо от места их проживания в настоящее время.

Награждение медалью «В память 1500-летия Киева» производится от имени Президиума Верховного Совета СССР исполнительным комитетом Киевского городского Совета народных депутатов.

Медаль «В память 1500-летия Киева» носисится на левой стороне груди и при наличии других медалей СССР располагается после медали «В память 250-летия Ленинграда»Выдержка из указа Президиума Верховного Совета СССР от 10 мая 1982 года «Об учреждении медали "В память 1500-летия Киева"»
.

## Описание медали
Медаль изготавливалась из латуни, имея форму правильного круга 32 миллиметра.
На лицевую сторону на фоне развёрнутых знамён и расходящихся лучей наносилось изображение монумента в честь Великой Октябрьской социалистической революции, воздвигнутого в городе Киеве (снесён в 1991 году). В верхней части по окружности располагалась надпись: «В память 1500-летия Киева».
В верхней части оборотной стороны располагалось изображение аверса медали «Золотая Звезда», под ней — двухстрочная надпись: «ГОРОДУ-ГЕРОЮ СЛАВА!». В нижней части располагалось изображение здания Верховного Совета Украинской ССР (ныне здание Верховной Рады Украины), за ним справа — изображение памятника культуры XI века — Софийского музея (ныне Софийский собор).
Все изображения и надписи были выпуклыми, а края окаймлялись бортиком.
При помощи ушка и кольца медаль соединялась с пятиугольной колодкой и обтягивалась шёлковой муаровой лентой зелёного цвета шириной 24 миллиметра с красной и голубой полосками по краям шириной 2 миллиметра каждая. Посередине располагалась красная полоса шириной 8 миллиметров, окаймлённая по краям двумя золотистыми полосками по 0,5 миллиметров с расстоянием между ними 1 миллиметр.
Ушко изготавливалось цельноштампованным, округлым. На ушке (обычно с его оборотной стороны) имелось клеймо Ленинградского монетного двора в виде трёх штампованных букв очень маленького размера — ЛМД.

## Удостоверение к медали
Удостоверение к медали «В память 1500-летия Киева» имело несколько разновидностей. Первый вариант имел плотную красную обложку с изображением Герба СССР и позолоченными надписями. На развороте имелись рукописные подписи председателя и секретаря исполкома Киевского городского Совета народных депутатов и оригинальная печать.
Второй и третий варианты имели бумажную обложку. Второй вариант, как и первый, имел рукописную или факсимильную подпись председателя и секретаря исполкома Киевского городского Совета народных депутатов, а также оригинальную печать. В третьем варианте печать и подпись выполнялись типографским способом.
- Удостоверение в красной плотной обложке
- Раскрытое удостоверение в красной плотной обложке
- Удостоверение в бумажной обложке
- Раскрытое удостоверение в бумажной обложке с ручной подписью и печатью
- Раскрытое удостоверение в бумажной обложке со штампованной подписью и печатью